# Erebia cottiensis
Erebia cottiensis är en fjärilsart som beskrevs av Félix Dujardin 1945. Erebia cottiensis ingår i släktet Erebia och familjen praktfjärilar. Inga underarter finns listade i Catalogue of Life.